# Саблуковка
Саблуковка (укр. Саблуківка) — село в Мыловской сельской общине Бериславского района Херсонской области Украины.
Почтовый индекс — 74350. Телефонный код — 5546. Код КОАТУУ — 6520681802.

## Население
Население по переписи 2001 года составляло 301 человек.

### Языковой состав
Родной язык населения по данным переписи 2001 года:
| Язык       | Численность, чел. | Доля     |
| ---------- | ----------------- | -------- |
| Украинский | 271               | 90,03 %  |
| Русский    | 30                | 9,97 %   |
| Итого      | 301               | 100,00 % |